# Tour de Wallonie 2023
La 50e édition du Tour de Wallonie, officiellement Ethias Tour de Wallonie 2023, une course cycliste par étapes masculine sur route, a lieu en Belgique du 22 au 26 juillet 2023. L'épreuve est disputée sur 786,2 kilomètres entre Huy et Aubel. Elle fait partie du calendrier UCI ProSeries 2023 (deuxième niveau mondial) en catégorie 2.Pro.

## Équipes participantes
| WorldTeams (9)- AG2R Citroën Team - Alpecin-Deceuninck - Cofidis - Groupama-FDJ - Ineos Grenadiers - Intermarché-Circus-Wanty - Lidl-Trek - Soudal Quick-Step - Arkéa-Samsic ProTeams (5)- Bingoal WB - Israel-Premier Tech - Lotto Dstny - Team Flanders-Baloise - Uno-X Pro Cycling Team Équipes continentales (3)- Baloise Trek Lions - Matériel-vélo.com - Tarteletto-Isorex |
| |

## Étapes
| Étape     | Date      | Villes étapes              | type                        | Distance (km) | Dénivelé (m) | Vainqueur d'étape | Leader du classement général |
| --------- | --------- | -------------------------- | --------------------------- | ------------- | ------------ | ----------------- | ---------------------------- |
| 1re étape | 22 juill. | Huy – Hamoir               | étape vallonnée             | 189,6         | 2 666 m      | Filippo Ganna     | Filippo Ganna                |
| 2e étape  | 23 juill. | Saint-Ghislain – Walcourt  | étape de plaine             | 179,7         | 2 337 m      | Arnaud De Lie     | Arnaud De Lie                |
| 3e étape  | 24 juill. | Thuin – Mont-Saint-Guibert | étape de plaine             | 186,8         | 2 139 m      | Timo Kielich      | Timo Kielich                 |
| 4e étape  | 25 juill. | Mons – Mons                | contre-la-montre individuel | 32,7          | 280 m        | Filippo Ganna     | Filippo Ganna                |
| 5e étape  | 26 juill. | Banneux – Aubel            | étape vallonnée             | 197,5         | 3 326 m      | Andrea Bagioli    | Filippo Ganna                |

## Déroulement de la course

### 1reétape
| \| Classement de l'étape \| Classement de l'étape \| Classement de l'étape \| Classement de l'étape \| Classement de l'étape \| \| Coureur \| Coureur \| Pays \| Équipe \| Temps \| \| --------------------- \| --------------------- \| --------------------- \| ------------------------ \| --------------------- \| \| 1er \| Filippo Ganna \| Italie \| Ineos Grenadiers \| 4 h 39 min 37 s \| \| 2e \| Davide Ballerini \| Italie \| Soudal Quick-Step \| + 0 s \| \| 3e \| Arne Marit \| Belgique \| Intermarché-Circus-Wanty \| + 0 s \| \| 4e \| Elia Viviani \| Italie \| Ineos Grenadiers \| + 0 s \| \| 5e \| Robert Stannard \| Australie \| Alpecin-Deceuninck \| + 0 s \| \| 6e \| Edward Theuns \| Belgique \| Lidl-Trek \| + 0 s \| \| 7e \| Timo Kielich \| Belgique \| Alpecin-Deceuninck \| + 0 s \| \| 8e \| Tom Van Asbroeck \| Belgique \| Israel-Premier Tech \| + 0 s \| \| 9e \| Clément Venturini \| France \| AG2R Citroën Team \| + 0 s \| \| 10e \| Giacomo Nizzolo \| Italie \| Israel-Premier Tech \| + 0 s \| |                   |           |                          |                 |
| |                   |           |                          |                 |
| Source : ProCyclingStats |                   |           |                          |                 |
| Classement de l'étape |                   |           |                          |                 |
| Coureur | Coureur           | Pays      | Équipe                   | Temps           |
| 1er | Filippo Ganna     | Italie    | Ineos Grenadiers         | 4 h 39 min 37 s |
| 2e | Davide Ballerini  | Italie    | Soudal Quick-Step        | + 0 s           |
| 3e | Arne Marit        | Belgique  | Intermarché-Circus-Wanty | + 0 s           |
| 4e | Elia Viviani      | Italie    | Ineos Grenadiers         | + 0 s           |
| 5e | Robert Stannard   | Australie | Alpecin-Deceuninck       | + 0 s           |
| 6e | Edward Theuns     | Belgique  | Lidl-Trek                | + 0 s           |
| 7e | Timo Kielich      | Belgique  | Alpecin-Deceuninck       | + 0 s           |
| 8e | Tom Van Asbroeck  | Belgique  | Israel-Premier Tech      | + 0 s           |
| 9e | Clément Venturini | France    | AG2R Citroën Team        | + 0 s           |
| 10e | Giacomo Nizzolo   | Italie    | Israel-Premier Tech      | + 0 s           |

| \| Classement général \| Classement général \| Classement général \| Classement général \| Classement général \| \| Coureur \| Coureur \| Pays \| Équipe \| Temps \| \| ------------------ \| ------------------ \| ------------------ \| ------------------------ \| ------------------ \| \| 1er \| Filippo Ganna \| Italie \| Ineos Grenadiers \| 4 h 39 min 37 s \| \| 2e \| Davide Ballerini \| Italie \| Soudal Quick-Step \| + 4 s \| \| 3e \| Arne Marit \| Belgique \| Intermarché-Circus-Wanty \| + 6 s \| \| 4e \| Loïc Vliegen \| Belgique \| Intermarché-Circus-Wanty \| + 7 s \| \| 5e \| Mathias Vacek \| Tchéquie \| Lidl-Trek \| + 8 s \| \| 6e \| Ewen Costiou \| France \| Arkéa-Samsic \| + 9 s \| \| 7e \| Elia Viviani \| Italie \| Ineos Grenadiers \| + 10 s \| \| 8e \| Robert Stannard \| Australie \| Alpecin-Deceuninck \| + 10 s \| \| 9e \| Edward Theuns \| Belgique \| Lidl-Trek \| + 10 s \| \| 10e \| Timo Kielich \| Belgique \| Alpecin-Deceuninck \| + 10 s \| |                  |           |                          |                 |
| |                  |           |                          |                 |
| Source : ProCyclingStats |                  |           |                          |                 |
| Classement général |                  |           |                          |                 |
| Coureur | Coureur          | Pays      | Équipe                   | Temps           |
| 1er | Filippo Ganna    | Italie    | Ineos Grenadiers         | 4 h 39 min 37 s |
| 2e | Davide Ballerini | Italie    | Soudal Quick-Step        | + 4 s           |
| 3e | Arne Marit       | Belgique  | Intermarché-Circus-Wanty | + 6 s           |
| 4e | Loïc Vliegen     | Belgique  | Intermarché-Circus-Wanty | + 7 s           |
| 5e | Mathias Vacek    | Tchéquie  | Lidl-Trek                | + 8 s           |
| 6e | Ewen Costiou     | France    | Arkéa-Samsic             | + 9 s           |
| 7e | Elia Viviani     | Italie    | Ineos Grenadiers         | + 10 s          |
| 8e | Robert Stannard  | Australie | Alpecin-Deceuninck       | + 10 s          |
| 9e | Edward Theuns    | Belgique  | Lidl-Trek                | + 10 s          |
| 10e | Timo Kielich     | Belgique  | Alpecin-Deceuninck       | + 10 s          |

### 2eétape
| \| Classement de l'étape \| Classement de l'étape \| Classement de l'étape \| Classement de l'étape \| Classement de l'étape \| \| Coureur \| Coureur \| Pays \| Équipe \| Temps \| \| --------------------- \| --------------------- \| --------------------- \| --------------------- \| --------------------- \| \| 1er \| Arnaud De Lie \| Belgique \| Lotto Dstny \| 4 h 15 min 30 s \| \| 2e \| Thibau Nys \| Belgique \| Lidl-Trek \| + 0 s \| \| 3e \| Timo Kielich \| Belgique \| Alpecin-Deceuninck \| + 0 s \| \| 4e \| Elia Viviani \| Italie \| Ineos Grenadiers \| + 0 s \| \| 5e \| Davide Ballerini \| Italie \| Soudal Quick-Step \| + 0 s \| \| 6e \| Stefano Oldani \| Italie \| Alpecin-Deceuninck \| + 0 s \| \| 7e \| Robert Stannard \| Australie \| Alpecin-Deceuninck \| + 0 s \| \| 8e \| Edward Theuns \| Belgique \| Lidl-Trek \| + 0 s \| \| 9e \| Kenneth Van Rooy \| Belgique \| Bingoal WB \| + 0 s \| \| 10e \| Marco Tizza \| Italie \| Bingoal WB \| + 0 s \| |                  |           |                    |                 |
| |                  |           |                    |                 |
| Source : ProCyclingStats |                  |           |                    |                 |
| Classement de l'étape |                  |           |                    |                 |
| Coureur | Coureur          | Pays      | Équipe             | Temps           |
| 1er | Arnaud De Lie    | Belgique  | Lotto Dstny        | 4 h 15 min 30 s |
| 2e | Thibau Nys       | Belgique  | Lidl-Trek          | + 0 s           |
| 3e | Timo Kielich     | Belgique  | Alpecin-Deceuninck | + 0 s           |
| 4e | Elia Viviani     | Italie    | Ineos Grenadiers   | + 0 s           |
| 5e | Davide Ballerini | Italie    | Soudal Quick-Step  | + 0 s           |
| 6e | Stefano Oldani   | Italie    | Alpecin-Deceuninck | + 0 s           |
| 7e | Robert Stannard  | Australie | Alpecin-Deceuninck | + 0 s           |
| 8e | Edward Theuns    | Belgique  | Lidl-Trek          | + 0 s           |
| 9e | Kenneth Van Rooy | Belgique  | Bingoal WB         | + 0 s           |
| 10e | Marco Tizza      | Italie    | Bingoal WB         | + 0 s           |

| \| Classement général \| Classement général \| Classement général \| Classement général \| Classement général \| \| Coureur \| Coureur \| Pays \| Équipe \| Temps \| \| ------------------ \| ------------------ \| ------------------ \| ------------------------ \| ------------------ \| \| 1er \| Arnaud De Lie \| Belgique \| Lotto Dstny \| 8 h 55 min 07 s \| \| 2e \| Filippo Ganna \| Italie \| Ineos Grenadiers \| + 0 s \| \| 3e \| Davide Ballerini \| Italie \| Soudal Quick-Step \| + 4 s \| \| 4e \| Sander De Pestel \| Belgique \| Team Flanders-Baloise \| + 4 s \| \| 5e \| Thibau Nys \| Belgique \| Lidl-Trek \| + 4 s \| \| 6e \| Mathias Vacek \| Tchéquie \| Lidl-Trek \| + 5 s \| \| 7e \| Arne Marit \| Belgique \| Intermarché-Circus-Wanty \| + 6 s \| \| 8e \| Timo Kielich \| Belgique \| Alpecin-Deceuninck \| + 6 s \| \| 9e \| Laurenz Rex \| Belgique \| Intermarché-Circus-Wanty \| + 7 s \| \| 10e \| Loïc Vliegen \| Belgique \| Intermarché-Circus-Wanty \| + 7 s \| |                  |          |                          |                 |
| |                  |          |                          |                 |
| Source : ProCyclingStats |                  |          |                          |                 |
| Classement général |                  |          |                          |                 |
| Coureur | Coureur          | Pays     | Équipe                   | Temps           |
| 1er | Arnaud De Lie    | Belgique | Lotto Dstny              | 8 h 55 min 07 s |
| 2e | Filippo Ganna    | Italie   | Ineos Grenadiers         | + 0 s           |
| 3e | Davide Ballerini | Italie   | Soudal Quick-Step        | + 4 s           |
| 4e | Sander De Pestel | Belgique | Team Flanders-Baloise    | + 4 s           |
| 5e | Thibau Nys       | Belgique | Lidl-Trek                | + 4 s           |
| 6e | Mathias Vacek    | Tchéquie | Lidl-Trek                | + 5 s           |
| 7e | Arne Marit       | Belgique | Intermarché-Circus-Wanty | + 6 s           |
| 8e | Timo Kielich     | Belgique | Alpecin-Deceuninck       | + 6 s           |
| 9e | Laurenz Rex      | Belgique | Intermarché-Circus-Wanty | + 7 s           |
| 10e | Loïc Vliegen     | Belgique | Intermarché-Circus-Wanty | + 7 s           |

### 3eétape
| \| Classement de l'étape \| Classement de l'étape \| Classement de l'étape \| Classement de l'étape \| Classement de l'étape \| \| Coureur \| Coureur \| Pays \| Équipe \| Temps \| \| --------------------- \| --------------------- \| --------------------- \| ------------------------ \| --------------------- \| \| 1er \| Timo Kielich \| Belgique \| Alpecin-Deceuninck \| 4 h 28 min 57 s \| \| 2e \| Florian Sénéchal \| France \| Soudal Quick-Step \| + 0 s \| \| 3e \| Simone Consonni \| Italie \| Cofidis \| + 0 s \| \| 4e \| Arnaud De Lie \| Belgique \| Lotto Dstny \| + 0 s \| \| 5e \| Jake Stewart \| Royaume-Uni \| Groupama-FDJ \| + 0 s \| \| 6e \| Paul Lapeira \| France \| AG2R Citroën Team \| + 0 s \| \| 7e \| Marco Tizza \| Italie \| Bingoal WB \| + 0 s \| \| 8e \| Stan Van Tricht \| Belgique \| Soudal Quick-Step \| + 0 s \| \| 9e \| Lorenzo Rota \| Italie \| Intermarché-Circus-Wanty \| + 0 s \| \| 10e \| Filippo Baroncini \| Italie \| Lidl-Trek \| + 0 s \| |                   |             |                          |                 |
| |                   |             |                          |                 |
| Source : ProCyclingStats |                   |             |                          |                 |
| Classement de l'étape |                   |             |                          |                 |
| Coureur | Coureur           | Pays        | Équipe                   | Temps           |
| 1er | Timo Kielich      | Belgique    | Alpecin-Deceuninck       | 4 h 28 min 57 s |
| 2e | Florian Sénéchal  | France      | Soudal Quick-Step        | + 0 s           |
| 3e | Simone Consonni   | Italie      | Cofidis                  | + 0 s           |
| 4e | Arnaud De Lie     | Belgique    | Lotto Dstny              | + 0 s           |
| 5e | Jake Stewart      | Royaume-Uni | Groupama-FDJ             | + 0 s           |
| 6e | Paul Lapeira      | France      | AG2R Citroën Team        | + 0 s           |
| 7e | Marco Tizza       | Italie      | Bingoal WB               | + 0 s           |
| 8e | Stan Van Tricht   | Belgique    | Soudal Quick-Step        | + 0 s           |
| 9e | Lorenzo Rota      | Italie      | Intermarché-Circus-Wanty | + 0 s           |
| 10e | Filippo Baroncini | Italie      | Lidl-Trek                | + 0 s           |

| \| Classement général \| Classement général \| Classement général \| Classement général \| Classement général \| \| Coureur \| Coureur \| Pays \| Équipe \| Temps \| \| ------------------ \| ------------------ \| ------------------ \| ------------------------ \| ------------------ \| \| 1er \| Timo Kielich \| Belgique \| Alpecin-Deceuninck \| 13 h 23 min 59 s \| \| 2e \| Arnaud De Lie \| Belgique \| Lotto Dstny \| + 4 s \| \| 3e \| Filippo Ganna \| Italie \| Ineos Grenadiers \| + 4 s \| \| 4e \| Davide Ballerini \| Italie \| Soudal Quick-Step \| + 8 s \| \| 5e \| Thibau Nys \| Belgique \| Lidl-Trek \| + 8 s \| \| 6e \| Florian Sénéchal \| France \| Soudal Quick-Step \| + 8 s \| \| 7e \| Sander De Pestel \| Belgique \| Team Flanders-Baloise \| + 8 s \| \| 8e \| Simone Consonni \| Italie \| Cofidis \| + 10 s \| \| 9e \| Arne Marit \| Belgique \| Intermarché-Circus-Wanty \| + 10 s \| \| 10e \| Brent Van Moer \| Belgique \| Lotto Dstny \| + 11 s \| |                  |          |                          |                  |
| |                  |          |                          |                  |
| Source : ProCyclingStats |                  |          |                          |                  |
| Classement général |                  |          |                          |                  |
| Coureur | Coureur          | Pays     | Équipe                   | Temps            |
| 1er | Timo Kielich     | Belgique | Alpecin-Deceuninck       | 13 h 23 min 59 s |
| 2e | Arnaud De Lie    | Belgique | Lotto Dstny              | + 4 s            |
| 3e | Filippo Ganna    | Italie   | Ineos Grenadiers         | + 4 s            |
| 4e | Davide Ballerini | Italie   | Soudal Quick-Step        | + 8 s            |
| 5e | Thibau Nys       | Belgique | Lidl-Trek                | + 8 s            |
| 6e | Florian Sénéchal | France   | Soudal Quick-Step        | + 8 s            |
| 7e | Sander De Pestel | Belgique | Team Flanders-Baloise    | + 8 s            |
| 8e | Simone Consonni  | Italie   | Cofidis                  | + 10 s           |
| 9e | Arne Marit       | Belgique | Intermarché-Circus-Wanty | + 10 s           |
| 10e | Brent Van Moer   | Belgique | Lotto Dstny              | + 11 s           |

### 4eétape
| \| Classement de l'étape \| Classement de l'étape \| Classement de l'étape \| Classement de l'étape \| Classement de l'étape \| \| Coureur \| Coureur \| Pays \| Équipe \| Temps \| \| --------------------- \| --------------------- \| --------------------- \| --------------------- \| --------------------- \| \| 1er \| Filippo Ganna \| Italie \| Ineos Grenadiers \| 38 min 01 s \| \| 2e \| Joshua Tarling \| Royaume-Uni \| Ineos Grenadiers \| + 8 s \| \| 3e \| Connor Swift \| Royaume-Uni \| Ineos Grenadiers \| + 30 s \| \| 4e \| Brent Van Moer \| Belgique \| Lotto Dstny \| + 36 s \| \| 5e \| Daan Hoole \| Pays-Bas \| Lidl-Trek \| + 50 s \| \| 6e \| Bruno Armirail \| France \| Groupama-FDJ \| + 1 min 00 s \| \| 7e \| Xandro Meurisse \| Belgique \| Alpecin-Deceuninck \| + 1 min 24 s \| \| 8e \| Jannik Steimle \| Allemagne \| Soudal Quick-Step \| + 1 min 29 s \| \| 9e \| Thibault Guernalec \| France \| Arkéa-Samsic \| + 1 min 34 s \| \| 10e \| Pierre-Luc Périchon \| France \| Cofidis \| + 1 min 36 s \| |                     |             |                    |              |
| |                     |             |                    |              |
| Source : ProCyclingStats |                     |             |                    |              |
| Classement de l'étape |                     |             |                    |              |
| Coureur | Coureur             | Pays        | Équipe             | Temps        |
| 1er | Filippo Ganna       | Italie      | Ineos Grenadiers   | 38 min 01 s  |
| 2e | Joshua Tarling      | Royaume-Uni | Ineos Grenadiers   | + 8 s        |
| 3e | Connor Swift        | Royaume-Uni | Ineos Grenadiers   | + 30 s       |
| 4e | Brent Van Moer      | Belgique    | Lotto Dstny        | + 36 s       |
| 5e | Daan Hoole          | Pays-Bas    | Lidl-Trek          | + 50 s       |
| 6e | Bruno Armirail      | France      | Groupama-FDJ       | + 1 min 00 s |
| 7e | Xandro Meurisse     | Belgique    | Alpecin-Deceuninck | + 1 min 24 s |
| 8e | Jannik Steimle      | Allemagne   | Soudal Quick-Step  | + 1 min 29 s |
| 9e | Thibault Guernalec  | France      | Arkéa-Samsic       | + 1 min 34 s |
| 10e | Pierre-Luc Périchon | France      | Cofidis            | + 1 min 36 s |

| \| Classement général \| Classement général \| Classement général \| Classement général \| Classement général \| \| Coureur \| Coureur \| Pays \| Équipe \| Temps \| \| ------------------ \| ------------------- \| ------------------ \| ---------------------- \| ------------------ \| \| 1er \| Filippo Ganna \| Italie \| Ineos Grenadiers \| 14 h 02 min 04 s \| \| 2e \| Joshua Tarling \| Royaume-Uni \| Ineos Grenadiers \| + 18 s \| \| 3e \| Connor Swift \| Royaume-Uni \| Ineos Grenadiers \| + 40 s \| \| 4e \| Brent Van Moer \| Belgique \| Lotto Dstny \| + 43 s \| \| 5e \| Xandro Meurisse \| Belgique \| Alpecin-Deceuninck \| + 1 min 34 s \| \| 6e \| Thibault Guernalec \| France \| Arkéa-Samsic \| + 1 min 44 s \| \| 7e \| Pierre-Luc Périchon \| France \| Cofidis \| + 1 min 46 s \| \| 8e \| Bauke Mollema \| Pays-Bas \| Lidl-Trek \| + 2 min 01 s \| \| 9e \| Filippo Baroncini \| Italie \| Lidl-Trek \| + 2 min 02 s \| \| 10e \| Niklas Larsen \| Danemark \| Uno-X Pro Cycling Team \| + 2 min 10 s \| |                     |             |                        |                  |
| |                     |             |                        |                  |
| Source : ProCyclingStats |                     |             |                        |                  |
| Classement général |                     |             |                        |                  |
| Coureur | Coureur             | Pays        | Équipe                 | Temps            |
| 1er | Filippo Ganna       | Italie      | Ineos Grenadiers       | 14 h 02 min 04 s |
| 2e | Joshua Tarling      | Royaume-Uni | Ineos Grenadiers       | + 18 s           |
| 3e | Connor Swift        | Royaume-Uni | Ineos Grenadiers       | + 40 s           |
| 4e | Brent Van Moer      | Belgique    | Lotto Dstny            | + 43 s           |
| 5e | Xandro Meurisse     | Belgique    | Alpecin-Deceuninck     | + 1 min 34 s     |
| 6e | Thibault Guernalec  | France      | Arkéa-Samsic           | + 1 min 44 s     |
| 7e | Pierre-Luc Périchon | France      | Cofidis                | + 1 min 46 s     |
| 8e | Bauke Mollema       | Pays-Bas    | Lidl-Trek              | + 2 min 01 s     |
| 9e | Filippo Baroncini   | Italie      | Lidl-Trek              | + 2 min 02 s     |
| 10e | Niklas Larsen       | Danemark    | Uno-X Pro Cycling Team | + 2 min 10 s     |

### 5eétape
| \| Classement de l'étape \| Classement de l'étape \| Classement de l'étape \| Classement de l'étape \| Classement de l'étape \| \| Coureur \| Coureur \| Pays \| Équipe \| Temps \| \| --------------------- \| --------------------- \| --------------------- \| --------------------- \| --------------------- \| \| 1er \| Andrea Bagioli \| Italie \| Soudal Quick-Step \| 5 h 06 min 11 s \| \| 2e \| Stephen Williams \| Royaume-Uni \| Israel-Premier Tech \| + 0 s \| \| 3e \| Arnaud De Lie \| Belgique \| Lotto Dstny \| + 0 s \| \| 4e \| Timo Kielich \| Belgique \| Alpecin-Deceuninck \| + 0 s \| \| 5e \| Jake Stewart \| Royaume-Uni \| Groupama-FDJ \| + 0 s \| \| 6e \| Mathis Le Berre \| France \| Arkéa-Samsic \| + 0 s \| \| 7e \| Thibau Nys \| Belgique \| Lidl-Trek \| + 0 s \| \| 8e \| Clément Venturini \| France \| AG2R Citroën Team \| + 0 s \| \| 9e \| Kenneth Van Rooy \| Belgique \| Bingoal WB \| + 0 s \| \| 10e \| Stefano Oldani \| Italie \| Alpecin-Deceuninck \| + 0 s \| |                   |             |                     |                 |
| |                   |             |                     |                 |
| Source : ProCyclingStats |                   |             |                     |                 |
| Classement de l'étape |                   |             |                     |                 |
| Coureur | Coureur           | Pays        | Équipe              | Temps           |
| 1er | Andrea Bagioli    | Italie      | Soudal Quick-Step   | 5 h 06 min 11 s |
| 2e | Stephen Williams  | Royaume-Uni | Israel-Premier Tech | + 0 s           |
| 3e | Arnaud De Lie     | Belgique    | Lotto Dstny         | + 0 s           |
| 4e | Timo Kielich      | Belgique    | Alpecin-Deceuninck  | + 0 s           |
| 5e | Jake Stewart      | Royaume-Uni | Groupama-FDJ        | + 0 s           |
| 6e | Mathis Le Berre   | France      | Arkéa-Samsic        | + 0 s           |
| 7e | Thibau Nys        | Belgique    | Lidl-Trek           | + 0 s           |
| 8e | Clément Venturini | France      | AG2R Citroën Team   | + 0 s           |
| 9e | Kenneth Van Rooy  | Belgique    | Bingoal WB          | + 0 s           |
| 10e | Stefano Oldani    | Italie      | Alpecin-Deceuninck  | + 0 s           |

## Classements finals

### Classement général
| \| Classement général \| Classement général \| Classement général \| Classement général \| Classement général \| \| Coureur \| Coureur \| Pays \| Équipe \| Temps \| \| ------------------ \| ------------------- \| ------------------ \| ------------------ \| ------------------ \| \| 1er \| Filippo Ganna \| Italie \| Ineos Grenadiers \| 19 h 08 min 14 s \| \| 2e \| Joshua Tarling \| Royaume-Uni \| Ineos Grenadiers \| + 18 s \| \| 3e \| Brent Van Moer \| Belgique \| Lotto Dstny \| + 40 s \| \| 4e \| Connor Swift \| Royaume-Uni \| Ineos Grenadiers \| + 40 s \| \| 5e \| Xandro Meurisse \| Belgique \| Alpecin-Deceuninck \| + 1 min 34 s \| \| 6e \| Thibault Guernalec \| France \| Arkéa-Samsic \| + 1 min 44 s \| \| 7e \| Pierre-Luc Périchon \| France \| Cofidis \| + 1 min 46 s \| \| 8e \| Bauke Mollema \| Pays-Bas \| Lidl-Trek \| + 2 min 01 s \| \| 9e \| Filippo Baroncini \| Italie \| Lidl-Trek \| + 2 min 02 s \| \| 10e \| Mauro Schmid \| Suisse \| Soudal Quick-Step \| + 2 min 08 s \| |                     |             |                    |                  |
| |                     |             |                    |                  |
| Source : ProCyclingStats |                     |             |                    |                  |
| Classement général |                     |             |                    |                  |
| Coureur | Coureur             | Pays        | Équipe             | Temps            |
| 1er | Filippo Ganna       | Italie      | Ineos Grenadiers   | 19 h 08 min 14 s |
| 2e | Joshua Tarling      | Royaume-Uni | Ineos Grenadiers   | + 18 s           |
| 3e | Brent Van Moer      | Belgique    | Lotto Dstny        | + 40 s           |
| 4e | Connor Swift        | Royaume-Uni | Ineos Grenadiers   | + 40 s           |
| 5e | Xandro Meurisse     | Belgique    | Alpecin-Deceuninck | + 1 min 34 s     |
| 6e | Thibault Guernalec  | France      | Arkéa-Samsic       | + 1 min 44 s     |
| 7e | Pierre-Luc Périchon | France      | Cofidis            | + 1 min 46 s     |
| 8e | Bauke Mollema       | Pays-Bas    | Lidl-Trek          | + 2 min 01 s     |
| 9e | Filippo Baroncini   | Italie      | Lidl-Trek          | + 2 min 02 s     |
| 10e | Mauro Schmid        | Suisse      | Soudal Quick-Step  | + 2 min 08 s     |

### Classements annexes
| Classement par points | Classement par points | Classement par points | Classement par points | Classement par points |
| Coureur               | Coureur               | Pays                  | Équipe                | Points                |
| --------------------- | --------------------- | --------------------- | --------------------- | --------------------- |
| 1er                   | Timo Kielich          | Belgique              | Alpecin-Deceuninck    | 54 pts                |
| 2e                    | Filippo Ganna         | Italie                | Ineos Grenadiers      | 50 pts                |
| 3e                    | Arnaud De Lie         | Belgique              | Lotto Dstny           | 50 pts                |
| 4e                    | Andrea Bagioli        | Italie                | Soudal Quick-Step     | 25 pts                |
| 5e                    | Thibau Nys            | Belgique              | Lidl-Trek             | 24 pts                |
| 6e                    | Joshua Tarling        | Royaume-Uni           | Ineos Grenadiers      | 20 pts                |
| 7e                    | Florian Sénéchal      | France                | Soudal Quick-Step     | 20 pts                |
| 8e                    | Stephen Williams      | Royaume-Uni           | Israel-Premier Tech   | 20 pts                |
| 9e                    | Jake Stewart          | Royaume-Uni           | Groupama-FDJ          | 16 pts                |
| 10e                   | Connor Swift          | Royaume-Uni           | Ineos Grenadiers      | 15 pts                |

| Classement par points | Classement par points | Classement par points | Classement par points | Classement par points |
| Coureur               | Coureur               | Pays                  | Équipe                | Points                |
| --------------------- | --------------------- | --------------------- | --------------------- | --------------------- |
| 1er                   | Timo Kielich          | Belgique              | Alpecin-Deceuninck    | 54 pts                |
| 2e                    | Filippo Ganna         | Italie                | Ineos Grenadiers      | 50 pts                |
| 3e                    | Arnaud De Lie         | Belgique              | Lotto Dstny           | 50 pts                |
| 4e                    | Andrea Bagioli        | Italie                | Soudal Quick-Step     | 25 pts                |
| 5e                    | Thibau Nys            | Belgique              | Lidl-Trek             | 24 pts                |
| 6e                    | Joshua Tarling        | Royaume-Uni           | Ineos Grenadiers      | 20 pts                |
| 7e                    | Florian Sénéchal      | France                | Soudal Quick-Step     | 20 pts                |
| 8e                    | Stephen Williams      | Royaume-Uni           | Israel-Premier Tech   | 20 pts                |
| 9e                    | Jake Stewart          | Royaume-Uni           | Groupama-FDJ          | 16 pts                |
| 10e                   | Connor Swift          | Royaume-Uni           | Ineos Grenadiers      | 15 pts                |

| Classement de la montagne | Classement de la montagne | Classement de la montagne | Classement de la montagne | Classement de la montagne |
| Coureur                   | Coureur                   | Pays                      | Équipe                    | Points                    |
| ------------------------- | ------------------------- | ------------------------- | ------------------------- | ------------------------- |
| 1er                       | Johan Meens               | Belgique                  | Bingoal WB                | 64 pts                    |
| 2e                        | Cériel Desal              | Belgique                  | Bingoal WB                | 46 pts                    |
| 3e                        | Mauro Schmid              | Suisse                    | Soudal Quick-Step         | 38 pts                    |
| 4e                        | Mauri Vansevenant         | Belgique                  | Soudal Quick-Step         | 28 pts                    |
| 5e                        | Dries De Bondt            | Belgique                  | Alpecin-Deceuninck        | 28 pts                    |
| 6e                        | Bruno Armirail            | France                    | Groupama-FDJ              | 16 pts                    |
| 7e                        | Sander De Pestel          | Belgique                  | Team Flanders-Baloise     | 10 pts                    |
| 8e                        | Amanuel Ghebreigzabhier   | Érythrée                  | Lidl-Trek                 | 6 pts                     |
| 9e                        | Joris Nieuwenhuis         | Pays-Bas                  | Baloise Trek Lions        | 4 pts                     |
| 10e                       | Pim Ronhaar               | Pays-Bas                  | Baloise Trek Lions        | 2 pts                     |

| Classement de la montagne | Classement de la montagne | Classement de la montagne | Classement de la montagne | Classement de la montagne |
| Coureur                   | Coureur                   | Pays                      | Équipe                    | Points                    |
| ------------------------- | ------------------------- | ------------------------- | ------------------------- | ------------------------- |
| 1er                       | Johan Meens               | Belgique                  | Bingoal WB                | 64 pts                    |
| 2e                        | Cériel Desal              | Belgique                  | Bingoal WB                | 46 pts                    |
| 3e                        | Mauro Schmid              | Suisse                    | Soudal Quick-Step         | 38 pts                    |
| 4e                        | Mauri Vansevenant         | Belgique                  | Soudal Quick-Step         | 28 pts                    |
| 5e                        | Dries De Bondt            | Belgique                  | Alpecin-Deceuninck        | 28 pts                    |
| 6e                        | Bruno Armirail            | France                    | Groupama-FDJ              | 16 pts                    |
| 7e                        | Sander De Pestel          | Belgique                  | Team Flanders-Baloise     | 10 pts                    |
| 8e                        | Amanuel Ghebreigzabhier   | Érythrée                  | Lidl-Trek                 | 6 pts                     |
| 9e                        | Joris Nieuwenhuis         | Pays-Bas                  | Baloise Trek Lions        | 4 pts                     |
| 10e                       | Pim Ronhaar               | Pays-Bas                  | Baloise Trek Lions        | 2 pts                     |

| Classement du meilleur jeune | Classement du meilleur jeune | Classement du meilleur jeune | Classement du meilleur jeune | Classement du meilleur jeune |
| Coureur                      | Coureur                      | Pays                         | Équipe                       | Temps                        |
| ---------------------------- | ---------------------------- | ---------------------------- | ---------------------------- | ---------------------------- |
| 1er                          | Joshua Tarling               | Royaume-Uni                  | Ineos Grenadiers             | 19 h 08 min 32 s             |
| 2e                           | Filippo Baroncini            | Italie                       | Lidl-Trek                    | + 1 min 44 s                 |
| 3e                           | Mauro Schmid                 | Suisse                       | Soudal Quick-Step            | + 1 min 50 s                 |
| 4e                           | Paul Lapeira                 | France                       | AG2R Citroën Team            | + 2 min 12 s                 |
| 5e                           | Jenno Berckmoes              | Belgique                     | Team Flanders-Baloise        | + 2 min 38 s                 |
| 6e                           | Timo Kielich                 | Belgique                     | Alpecin-Deceuninck           | + 2 min 57 s                 |
| 7e                           | Enzo Paleni                  | France                       | Groupama-FDJ                 | + 2 min 57 s                 |
| 8e                           | Arnaud De Lie                | Belgique                     | Lotto Dstny                  | + 2 min 58 s                 |
| 9e                           | Jake Stewart                 | Royaume-Uni                  | Groupama-FDJ                 | + 3 min 26 s                 |
| 10e                          | Mathis Le Berre              | France                       | Arkéa-Samsic                 | + 3 min 59 s                 |

| Classement du meilleur jeune | Classement du meilleur jeune | Classement du meilleur jeune | Classement du meilleur jeune | Classement du meilleur jeune |
| Coureur                      | Coureur                      | Pays                         | Équipe                       | Temps                        |
| ---------------------------- | ---------------------------- | ---------------------------- | ---------------------------- | ---------------------------- |
| 1er                          | Joshua Tarling               | Royaume-Uni                  | Ineos Grenadiers             | 19 h 08 min 32 s             |
| 2e                           | Filippo Baroncini            | Italie                       | Lidl-Trek                    | + 1 min 44 s                 |
| 3e                           | Mauro Schmid                 | Suisse                       | Soudal Quick-Step            | + 1 min 50 s                 |
| 4e                           | Paul Lapeira                 | France                       | AG2R Citroën Team            | + 2 min 12 s                 |
| 5e                           | Jenno Berckmoes              | Belgique                     | Team Flanders-Baloise        | + 2 min 38 s                 |
| 6e                           | Timo Kielich                 | Belgique                     | Alpecin-Deceuninck           | + 2 min 57 s                 |
| 7e                           | Enzo Paleni                  | France                       | Groupama-FDJ                 | + 2 min 57 s                 |
| 8e                           | Arnaud De Lie                | Belgique                     | Lotto Dstny                  | + 2 min 58 s                 |
| 9e                           | Jake Stewart                 | Royaume-Uni                  | Groupama-FDJ                 | + 3 min 26 s                 |
| 10e                          | Mathis Le Berre              | France                       | Arkéa-Samsic                 | + 3 min 59 s                 |

| Classement des sprints | Classement des sprints | Classement des sprints | Classement des sprints   | Classement des sprints |
| Coureur                | Coureur                | Pays                   | Équipe                   | Points                 |
| ---------------------- | ---------------------- | ---------------------- | ------------------------ | ---------------------- |
| 1er                    | Brent Van Moer         | Belgique               | Lotto Dstny              | 10 pts                 |
| 2e                     | Mauro Schmid           | Suisse                 | Soudal Quick-Step        | 10 pts                 |
| 3e                     | Sander De Pestel       | Belgique               | Team Flanders-Baloise    | 10 pts                 |
| 4e                     | Dries De Bondt         | Belgique               | Alpecin-Deceuninck       | 6 pts                  |
| 5e                     | Loïc Vliegen           | Belgique               | Intermarché-Circus-Wanty | 5 pts                  |
| 6e                     | Johan Meens            | Belgique               | Bingoal WB               | 4 pts                  |
| 7e                     | Lorenzo Rota           | Italie                 | Intermarché-Circus-Wanty | 3 pts                  |
| 8e                     | Paul Lapeira           | France                 | AG2R Citroën Team        | 3 pts                  |
| 9e                     | Robert Stannard        | Australie              | Alpecin-Deceuninck       | 3 pts                  |
| 10e                    | Kenneth Van Rooy       | Belgique               | Bingoal WB               | 3 pts                  |

| Classement des sprints | Classement des sprints | Classement des sprints | Classement des sprints   | Classement des sprints |
| Coureur                | Coureur                | Pays                   | Équipe                   | Points                 |
| ---------------------- | ---------------------- | ---------------------- | ------------------------ | ---------------------- |
| 1er                    | Brent Van Moer         | Belgique               | Lotto Dstny              | 10 pts                 |
| 2e                     | Mauro Schmid           | Suisse                 | Soudal Quick-Step        | 10 pts                 |
| 3e                     | Sander De Pestel       | Belgique               | Team Flanders-Baloise    | 10 pts                 |
| 4e                     | Dries De Bondt         | Belgique               | Alpecin-Deceuninck       | 6 pts                  |
| 5e                     | Loïc Vliegen           | Belgique               | Intermarché-Circus-Wanty | 5 pts                  |
| 6e                     | Johan Meens            | Belgique               | Bingoal WB               | 4 pts                  |
| 7e                     | Lorenzo Rota           | Italie                 | Intermarché-Circus-Wanty | 3 pts                  |
| 8e                     | Paul Lapeira           | France                 | AG2R Citroën Team        | 3 pts                  |
| 9e                     | Robert Stannard        | Australie              | Alpecin-Deceuninck       | 3 pts                  |
| 10e                    | Kenneth Van Rooy       | Belgique               | Bingoal WB               | 3 pts                  |

#### Classement par équipes
| Classement par équipes | Classement par équipes   | Classement par équipes | Classement par équipes |
| Équipe                 | Équipe                   | Pays                   | Temps                  |
| ---------------------- | ------------------------ | ---------------------- | ---------------------- |
| 1re                    | Ineos Grenadiers         | Royaume-Uni            | 57 h 25 min 50 s       |
| 2e                     | Lidl-Trek                | États-Unis             | + 3 min 55 s           |
| 3e                     | Soudal Quick-Step        | Belgique               | + 4 min 44 s           |
| 4e                     | Alpecin-Deceuninck       | Belgique               | + 5 min 59 s           |
| 5e                     | Lotto Dstny              | Belgique               | + 6 min 30 s           |
| 6e                     | Intermarché-Circus-Wanty | Belgique               | + 6 min 45 s           |
| 7e                     | Groupama-FDJ             | France                 | + 7 min 09 s           |
| 8e                     | AG2R Citroën Team        | France                 | + 7 min 32 s           |
| 9e                     | Cofidis                  | France                 | + 8 min 16 s           |
| 10e                    | Israel-Premier Tech      | Israël                 | + 8 min 41 s           |

### Classement UCI
La course attribue des points au Classement mondial UCI 2023 selon le barème suivant.
| Position           | 1er | 2e  | 3e  | 4e  | 5e | 6e | 7e | 8e | 9e | 10e | 11e | 12e | 13e | 14e | 15e | 16e à 30e | 31e à 40e |
| Classement général | 200 | 150 | 125 | 100 | 85 | 70 | 60 | 50 | 40 | 35  | 30  | 25  | 20  | 15  | 10  | 5         | 3         |
| Par étape          | 20  | 10  | 5   |     |    |    |    |    |    |     |     |     |     |     |     |           |           |
| Leader, par étape  | 5   |     |     |     |    |    |    |    |    |     |     |     |     |     |     |           |           |

## Évolution des classements
| Étape              | Vainqueur          | Classement général | Classement par points | Classement de la montagne | Classement des sprints intermédiaires | Classement du meilleur jeune | Classement par équipes |
| ------------------ | ------------------ | ------------------ | --------------------- | ------------------------- | ------------------------------------- | ---------------------------- | ---------------------- |
| 1                  | Filippo Ganna      | Filippo Ganna      | Filippo Ganna         | Johan Meens               | Alex Colman                           | Mathias Vacek                | Alpecin-Deceuninck     |
| 2                  | Arnaud De Lie      | Arnaud De Lie      | Davide Ballerini      | Johan Meens               | Sander De Pestel                      | Arnaud De Lie                | Alpecin-Deceuninck     |
| 3                  | Timo Kielich       | Timo Kielich       | Timo Kielich          | Johan Meens               | Alex Colman                           | Timo Kielich                 | Alpecin-Deceuninck     |
| 4                  | Filippo Ganna      | Filippo Ganna      | Filippo Ganna         | Johan Meens               | Alex Colman                           | Joshua Tarling               | Ineos Grenadiers       |
| 5                  | Andrea Bagioli     | Filippo Ganna      | Timo Kielich          | Johan Meens               | Brent Van Moer                        | Joshua Tarling               | Ineos Grenadiers       |
| Classements finals | Classements finals | Filippo Ganna      | Timo Kielich          | Johan Meens               | Brent Van Moer                        | Joshua Tarling               | Ineos Grenadiers       |

## Liste des participants
| Alpecin-Deceuninck ADC | Alpecin-Deceuninck ADC  | Alpecin-Deceuninck ADC |
| ---------------------- | ----------------------- | ---------------------- |
| Num                    | Coureur                 | Pos                    |
| 1                      | Robert Stannard (AUS)   | 19e                    |
| 2                      | Dries De Bondt (BEL)    | 67e                    |
| 3                      | Timo Kielich (BEL)      | 25e                    |
| 4                      | Stefano Oldani (ITA)    | 28e                    |
| 5                      | Kristian Sbaragli (ITA) | 30e                    |
| 6                      | Gianni Vermeersch (BEL) | 17e                    |
| 7                      | Xandro Meurisse (BEL)   | 5e                     |

| AG2R Citroën Team ACT | AG2R Citroën Team ACT   | AG2R Citroën Team ACT |
| --------------------- | ----------------------- | --------------------- |
| Num                   | Coureur                 | Pos                   |
| 11                    | Greg Van Avermaet (BEL) | 18e                   |
| 12                    | Franck Bonnamour (FRA)  | 29e                   |
| 13                    | Paul Lapeira (FRA)      | 15e                   |
| 14                    | Marc Sarreau (FRA)      | AB-5                  |
| 15                    | Damien Touzé (FRA)      | 31e                   |
| 16                    | Antoine Raugel (FRA)    | AB-5                  |
| 17                    | Clément Venturini (FRA) | 42e                   |

| Cofidis COF | Cofidis COF               | Cofidis COF |
| ----------- | ------------------------- | ----------- |
| Num         | Coureur                   | Pos         |
| 21          | Jelle Wallays (BEL)       | AB-5        |
| 22          | Simone Consonni (ITA)     | AB-5        |
| 23          | Alexandre Delettre (FRA)  | 32e         |
| 24          | Eddy Finé (FRA)           | 55e         |
| 25          | Axel Mariault (FRA)       | 35e         |
| 26          | Christophe Noppe (BEL)    | 69e         |
| 27          | Pierre-Luc Périchon (FRA) | 7e          |

| Groupama-FDJ GFC | Groupama-FDJ GFC          | Groupama-FDJ GFC |
| ---------------- | ------------------------- | ---------------- |
| Num              | Coureur                   | Pos              |
| 31               | Jake Stewart (GBR)        | 33e              |
| 32               | Bruno Armirail (FRA)      | 58e              |
| 33               | Ignatas Konovalovas (LTU) | 66e              |
| 34               | Fabian Lienhard (SUI)     | 43e              |
| 35               | Enzo Paleni (FRA)         | 26e              |
| 36               | Laurence Pithie (NZL)     | 49e              |
| 37               | Miles Scotson (AUS)       | NP-3             |

| Lotto Dstny LTD | Lotto Dstny LTD          | Lotto Dstny LTD |
| --------------- | ------------------------ | --------------- |
| Num             | Coureur                  | Pos             |
| 41              | Arnaud De Lie (BEL)      | 27e             |
| 42              | Axel De Lie (BEL)        | AB-5            |
| 43              | Cédric Beullens (BEL)    | 48e             |
| 44              | Jarrad Drizners (AUS)    | 68e             |
| 45              | Sébastien Grignard (BEL) | 62e             |
| 46              | Arjen Livyns (BEL)       | 46e             |
| 47              | Brent Van Moer (BEL)     | 3e              |

| Ineos Grenadiers IGD | Ineos Grenadiers IGD          | Ineos Grenadiers IGD |
| -------------------- | ----------------------------- | -------------------- |
| Num                  | Coureur                       | Pos                  |
| 51                   | Filippo Ganna (ITA) (chrono)  | 1er                  |
| 52                   | Luke Plapp (AUS) (route)      | AB-5                 |
| 53                   | Luke Rowe (GBR)               | 70e                  |
| 54                   | Ben Swift (GBR)               | 72e                  |
| 55                   | Connor Swift (GBR)            | 4e                   |
| 56                   | Joshua Tarling (GBR) (chrono) | 2e                   |
| 57                   | Elia Viviani (ITA)            | AB-5                 |

| Intermarché-Circus-Wanty ICW | Intermarché-Circus-Wanty ICW | Intermarché-Circus-Wanty ICW |
| ---------------------------- | ---------------------------- | ---------------------------- |
| Num                          | Coureur                      | Pos                          |
| 61                           | Sven Erik Bystrøm (NOR)      | AB-2                         |
| 62                           | Aimé De Gendt (BEL)          | 22e                          |
| 63                           | Arne Marit (BEL)             | AB-5                         |
| 64                           | Laurens Huys (BEL)           | 59e                          |
| 65                           | Laurenz Rex (BEL)            | AB-5                         |
| 66                           | Loïc Vliegen (BEL)           | 16e                          |
| 67                           | Lorenzo Rota (ITA)           | 13e                          |

| Lidl-Trek LTK | Lidl-Trek LTK                          | Lidl-Trek LTK |
| ------------- | -------------------------------------- | ------------- |
| Num           | Coureur                                | Pos           |
| 71            | Filippo Baroncini (ITA)                | 9e            |
| 72            | Amanuel Ghebreigzabhier (ERI) (chrono) | 63e           |
| 73            | Daan Hoole (NED)                       | 57e           |
| 74            | Bauke Mollema (NED)                    | 8e            |
| 75            | Thibau Nys (BEL)                       | 44e           |
| 76            | Edward Theuns (BEL)                    | 20e           |
| 77            | Mathias Vacek (CZE) (route)            | AB-3          |

| Soudal Quick-Step SOQ | Soudal Quick-Step SOQ   | Soudal Quick-Step SOQ |
| --------------------- | ----------------------- | --------------------- |
| Num                   | Coureur                 | Pos                   |
| 81                    | Davide Ballerini (ITA)  | NP-4                  |
| 82                    | Andrea Bagioli (ITA)    | 12e                   |
| 83                    | Jannik Steimle (GER)    | 51e                   |
| 84                    | Mauro Schmid (SUI)      | 10e                   |
| 85                    | Stan Van Tricht (BEL)   | 39e                   |
| 86                    | Florian Sénéchal (FRA)  | 14e                   |
| 87                    | Mauri Vansevenant (BEL) | 24e                   |

| Arkéa-Samsic ARK | Arkéa-Samsic ARK         | Arkéa-Samsic ARK |
| ---------------- | ------------------------ | ---------------- |
| Num              | Coureur                  | Pos              |
| 91               | Ewen Costiou (FRA)       | AB-3             |
| 92               | Thibault Guernalec (FRA) | 6e               |
| 93               | Michel Ries (LUX)        | AB-1             |
| 94               | Mathis Le Berre (FRA)    | 38e              |
| 96               | Alan Riou (FRA)          | AB-5             |

| Bingoal WB BWB | Bingoal WB BWB         | Bingoal WB BWB |
| -------------- | ---------------------- | -------------- |
| Num            | Coureur                | Pos            |
| 101            | Cériel Desal (BEL)     | 64e            |
| 102            | Johan Meens (BEL)      | 61e            |
| 103            | Dimitri Peyskens (BEL) | AB-3           |
| 104            | Ludovic Robeet (BEL)   | AB-5           |
| 105            | Marco Tizza (ITA)      | 47e            |
| 106            | Luca Van Boven (BEL)   | 50e            |
| 107            | Kenneth Van Rooy (BEL) | 37e            |

| Israel-Premier Tech IPT | Israel-Premier Tech IPT | Israel-Premier Tech IPT |
| ----------------------- | ----------------------- | ----------------------- |
| Num                     | Coureur                 | Pos                     |
| 111                     | Omer Goldstein (ISR)    | 23e                     |
| 112                     | Reto Hollenstein (SUI)  | 36e                     |
| 113                     | Ben Hermans (BEL)       | AB-2                    |
| 114                     | Giacomo Nizzolo (ITA)   | AB-5                    |
| 115                     | Jens Reynders (BEL)     | 45e                     |
| 116                     | Stephen Williams (GBR)  | 60e                     |
| 117                     | Tom Van Asbroeck (BEL)  | 40e                     |

| Team Flanders-Baloise TFB | Team Flanders-Baloise TFB | Team Flanders-Baloise TFB |
| ------------------------- | ------------------------- | ------------------------- |
| Num                       | Coureur                   | Pos                       |
| 121                       | Jenno Berckmoes (BEL)     | 21e                       |
| 122                       | Vito Braet (BEL)          | AB-5                      |
| 123                       | Alex Colman (BEL)         | AB-5                      |
| 124                       | Sander De Pestel (BEL)    | 41e                       |
| 125                       | Gilles De Wilde (BEL)     | AB                        |
| 126                       | Aaron Van Poucke (BEL)    | 34e                       |
| 127                       | Ward Vanhoof (BEL)        | AB-5                      |

| Uno-X Pro Cycling Team UXT | Uno-X Pro Cycling Team UXT   | Uno-X Pro Cycling Team UXT |
| -------------------------- | ---------------------------- | -------------------------- |
| Num                        | Coureur                      | Pos                        |
| 131                        | Louis Bendixen (DEN)         | AB-5                       |
| 132                        | Erlend Blikra (NOR)          | AB-5                       |
| 133                        | Martin Bugge Urianstad (NOR) | 54e                        |
| 134                        | Tord Gudmestad (NOR)         | AB-5                       |
| 135                        | Ådne Holter (NOR)            | AB-5                       |
| 136                        | Sakarias Koller Løland (NOR) | 71e                        |
| 137                        | Niklas Larsen (DEN)          | 11e                        |

| Baloise Trek Lions TBL | Baloise Trek Lions TBL  | Baloise Trek Lions TBL |
| ---------------------- | ----------------------- | ---------------------- |
| Num                    | Coureur                 | Pos                    |
| 141                    | Pim Ronhaar (NED)       | 53e                    |
| 142                    | Lars van der Haar (NED) | 52e                    |
| 143                    | Joris Nieuwenhuis (NED) | 56e                    |
| 145                    | Olivier Godfroid (BEL)  | AB-5                   |
| 146                    | Daan Mariën (BEL)       | 65e                    |
| 147                    | Ward Huybs (BEL)        | AB-5                   |

| Matériel-vélo.com GDM | Matériel-vélo.com GDM       | Matériel-vélo.com GDM |
| --------------------- | --------------------------- | --------------------- |
| Num                   | Coureur                     | Pos                   |
| 151                   | Alessandro Tuscano (BEL)    | HD-4                  |
| 152                   | Robbe De Ryck (BEL)         | AB-5                  |
| 153                   | Enrico Dhaeye (BEL)         | AB-5                  |
| 154                   | Gleb Karpenko (EST)         | AB-5                  |
| 155                   | Alexandre Kess (LUX)        | AB-5                  |
| 156                   | Tristan Scherpenbergh (BEL) | AB-5                  |
| 157                   | Théo Bonnet (BEL)           | AB-5                  |

| Nice Métropole Côte d'Azur NMC | Nice Métropole Côte d'Azur NMC | Nice Métropole Côte d'Azur NMC |
| ------------------------------ | ------------------------------ | ------------------------------ |
| Num                            | Coureur                        | Pos                            |
| 161                            | Jonathan Couanon (FRA)         | AB-5                           |
| 162                            | Damien Girard (FRA)            | AB-5                           |
| 163                            | Paul Hennequin (FRA)           | NP-4                           |
| 164                            | Maxime Urruty (FRA)            | AB-5                           |
| 165                            | Jean-Louis Le Ny (FRA)         | AB-5                           |
| 166                            | Andrea Mifsud                  | AB-5                           |
| 167                            | Axel Narbonne-Zuccarelli (FRA) | AB-5                           |

| Alpecin-Deceuninck ADC | Alpecin-Deceuninck ADC  | Alpecin-Deceuninck ADC |
| ---------------------- | ----------------------- | ---------------------- |
| Num                    | Coureur                 | Pos                    |
| 1                      | Robert Stannard (AUS)   | 19e                    |
| 2                      | Dries De Bondt (BEL)    | 67e                    |
| 3                      | Timo Kielich (BEL)      | 25e                    |
| 4                      | Stefano Oldani (ITA)    | 28e                    |
| 5                      | Kristian Sbaragli (ITA) | 30e                    |
| 6                      | Gianni Vermeersch (BEL) | 17e                    |
| 7                      | Xandro Meurisse (BEL)   | 5e                     |

| AG2R Citroën Team ACT | AG2R Citroën Team ACT   | AG2R Citroën Team ACT |
| --------------------- | ----------------------- | --------------------- |
| Num                   | Coureur                 | Pos                   |
| 11                    | Greg Van Avermaet (BEL) | 18e                   |
| 12                    | Franck Bonnamour (FRA)  | 29e                   |
| 13                    | Paul Lapeira (FRA)      | 15e                   |
| 14                    | Marc Sarreau (FRA)      | AB-5                  |
| 15                    | Damien Touzé (FRA)      | 31e                   |
| 16                    | Antoine Raugel (FRA)    | AB-5                  |
| 17                    | Clément Venturini (FRA) | 42e                   |

| Cofidis COF | Cofidis COF               | Cofidis COF |
| ----------- | ------------------------- | ----------- |
| Num         | Coureur                   | Pos         |
| 21          | Jelle Wallays (BEL)       | AB-5        |
| 22          | Simone Consonni (ITA)     | AB-5        |
| 23          | Alexandre Delettre (FRA)  | 32e         |
| 24          | Eddy Finé (FRA)           | 55e         |
| 25          | Axel Mariault (FRA)       | 35e         |
| 26          | Christophe Noppe (BEL)    | 69e         |
| 27          | Pierre-Luc Périchon (FRA) | 7e          |

| Groupama-FDJ GFC | Groupama-FDJ GFC          | Groupama-FDJ GFC |
| ---------------- | ------------------------- | ---------------- |
| Num              | Coureur                   | Pos              |
| 31               | Jake Stewart (GBR)        | 33e              |
| 32               | Bruno Armirail (FRA)      | 58e              |
| 33               | Ignatas Konovalovas (LTU) | 66e              |
| 34               | Fabian Lienhard (SUI)     | 43e              |
| 35               | Enzo Paleni (FRA)         | 26e              |
| 36               | Laurence Pithie (NZL)     | 49e              |
| 37               | Miles Scotson (AUS)       | NP-3             |

| Lotto Dstny LTD | Lotto Dstny LTD          | Lotto Dstny LTD |
| --------------- | ------------------------ | --------------- |
| Num             | Coureur                  | Pos             |
| 41              | Arnaud De Lie (BEL)      | 27e             |
| 42              | Axel De Lie (BEL)        | AB-5            |
| 43              | Cédric Beullens (BEL)    | 48e             |
| 44              | Jarrad Drizners (AUS)    | 68e             |
| 45              | Sébastien Grignard (BEL) | 62e             |
| 46              | Arjen Livyns (BEL)       | 46e             |
| 47              | Brent Van Moer (BEL)     | 3e              |

| Ineos Grenadiers IGD | Ineos Grenadiers IGD          | Ineos Grenadiers IGD |
| -------------------- | ----------------------------- | -------------------- |
| Num                  | Coureur                       | Pos                  |
| 51                   | Filippo Ganna (ITA) (chrono)  | 1er                  |
| 52                   | Luke Plapp (AUS) (route)      | AB-5                 |
| 53                   | Luke Rowe (GBR)               | 70e                  |
| 54                   | Ben Swift (GBR)               | 72e                  |
| 55                   | Connor Swift (GBR)            | 4e                   |
| 56                   | Joshua Tarling (GBR) (chrono) | 2e                   |
| 57                   | Elia Viviani (ITA)            | AB-5                 |

| Intermarché-Circus-Wanty ICW | Intermarché-Circus-Wanty ICW | Intermarché-Circus-Wanty ICW |
| ---------------------------- | ---------------------------- | ---------------------------- |
| Num                          | Coureur                      | Pos                          |
| 61                           | Sven Erik Bystrøm (NOR)      | AB-2                         |
| 62                           | Aimé De Gendt (BEL)          | 22e                          |
| 63                           | Arne Marit (BEL)             | AB-5                         |
| 64                           | Laurens Huys (BEL)           | 59e                          |
| 65                           | Laurenz Rex (BEL)            | AB-5                         |
| 66                           | Loïc Vliegen (BEL)           | 16e                          |
| 67                           | Lorenzo Rota (ITA)           | 13e                          |

| Lidl-Trek LTK | Lidl-Trek LTK                          | Lidl-Trek LTK |
| ------------- | -------------------------------------- | ------------- |
| Num           | Coureur                                | Pos           |
| 71            | Filippo Baroncini (ITA)                | 9e            |
| 72            | Amanuel Ghebreigzabhier (ERI) (chrono) | 63e           |
| 73            | Daan Hoole (NED)                       | 57e           |
| 74            | Bauke Mollema (NED)                    | 8e            |
| 75            | Thibau Nys (BEL)                       | 44e           |
| 76            | Edward Theuns (BEL)                    | 20e           |
| 77            | Mathias Vacek (CZE) (route)            | AB-3          |

| Soudal Quick-Step SOQ | Soudal Quick-Step SOQ   | Soudal Quick-Step SOQ |
| --------------------- | ----------------------- | --------------------- |
| Num                   | Coureur                 | Pos                   |
| 81                    | Davide Ballerini (ITA)  | NP-4                  |
| 82                    | Andrea Bagioli (ITA)    | 12e                   |
| 83                    | Jannik Steimle (GER)    | 51e                   |
| 84                    | Mauro Schmid (SUI)      | 10e                   |
| 85                    | Stan Van Tricht (BEL)   | 39e                   |
| 86                    | Florian Sénéchal (FRA)  | 14e                   |
| 87                    | Mauri Vansevenant (BEL) | 24e                   |

| Arkéa-Samsic ARK | Arkéa-Samsic ARK         | Arkéa-Samsic ARK |
| ---------------- | ------------------------ | ---------------- |
| Num              | Coureur                  | Pos              |
| 91               | Ewen Costiou (FRA)       | AB-3             |
| 92               | Thibault Guernalec (FRA) | 6e               |
| 93               | Michel Ries (LUX)        | AB-1             |
| 94               | Mathis Le Berre (FRA)    | 38e              |
| 96               | Alan Riou (FRA)          | AB-5             |

| Bingoal WB BWB | Bingoal WB BWB         | Bingoal WB BWB |
| -------------- | ---------------------- | -------------- |
| Num            | Coureur                | Pos            |
| 101            | Cériel Desal (BEL)     | 64e            |
| 102            | Johan Meens (BEL)      | 61e            |
| 103            | Dimitri Peyskens (BEL) | AB-3           |
| 104            | Ludovic Robeet (BEL)   | AB-5           |
| 105            | Marco Tizza (ITA)      | 47e            |
| 106            | Luca Van Boven (BEL)   | 50e            |
| 107            | Kenneth Van Rooy (BEL) | 37e            |

| Israel-Premier Tech IPT | Israel-Premier Tech IPT | Israel-Premier Tech IPT |
| ----------------------- | ----------------------- | ----------------------- |
| Num                     | Coureur                 | Pos                     |
| 111                     | Omer Goldstein (ISR)    | 23e                     |
| 112                     | Reto Hollenstein (SUI)  | 36e                     |
| 113                     | Ben Hermans (BEL)       | AB-2                    |
| 114                     | Giacomo Nizzolo (ITA)   | AB-5                    |
| 115                     | Jens Reynders (BEL)     | 45e                     |
| 116                     | Stephen Williams (GBR)  | 60e                     |
| 117                     | Tom Van Asbroeck (BEL)  | 40e                     |

| Team Flanders-Baloise TFB | Team Flanders-Baloise TFB | Team Flanders-Baloise TFB |
| ------------------------- | ------------------------- | ------------------------- |
| Num                       | Coureur                   | Pos                       |
| 121                       | Jenno Berckmoes (BEL)     | 21e                       |
| 122                       | Vito Braet (BEL)          | AB-5                      |
| 123                       | Alex Colman (BEL)         | AB-5                      |
| 124                       | Sander De Pestel (BEL)    | 41e                       |
| 125                       | Gilles De Wilde (BEL)     | AB                        |
| 126                       | Aaron Van Poucke (BEL)    | 34e                       |
| 127                       | Ward Vanhoof (BEL)        | AB-5                      |

| Uno-X Pro Cycling Team UXT | Uno-X Pro Cycling Team UXT   | Uno-X Pro Cycling Team UXT |
| -------------------------- | ---------------------------- | -------------------------- |
| Num                        | Coureur                      | Pos                        |
| 131                        | Louis Bendixen (DEN)         | AB-5                       |
| 132                        | Erlend Blikra (NOR)          | AB-5                       |
| 133                        | Martin Bugge Urianstad (NOR) | 54e                        |
| 134                        | Tord Gudmestad (NOR)         | AB-5                       |
| 135                        | Ådne Holter (NOR)            | AB-5                       |
| 136                        | Sakarias Koller Løland (NOR) | 71e                        |
| 137                        | Niklas Larsen (DEN)          | 11e                        |

| Baloise Trek Lions TBL | Baloise Trek Lions TBL  | Baloise Trek Lions TBL |
| ---------------------- | ----------------------- | ---------------------- |
| Num                    | Coureur                 | Pos                    |
| 141                    | Pim Ronhaar (NED)       | 53e                    |
| 142                    | Lars van der Haar (NED) | 52e                    |
| 143                    | Joris Nieuwenhuis (NED) | 56e                    |
| 145                    | Olivier Godfroid (BEL)  | AB-5                   |
| 146                    | Daan Mariën (BEL)       | 65e                    |
| 147                    | Ward Huybs (BEL)        | AB-5                   |

| Matériel-vélo.com GDM | Matériel-vélo.com GDM       | Matériel-vélo.com GDM |
| --------------------- | --------------------------- | --------------------- |
| Num                   | Coureur                     | Pos                   |
| 151                   | Alessandro Tuscano (BEL)    | HD-4                  |
| 152                   | Robbe De Ryck (BEL)         | AB-5                  |
| 153                   | Enrico Dhaeye (BEL)         | AB-5                  |
| 154                   | Gleb Karpenko (EST)         | AB-5                  |
| 155                   | Alexandre Kess (LUX)        | AB-5                  |
| 156                   | Tristan Scherpenbergh (BEL) | AB-5                  |
| 157                   | Théo Bonnet (BEL)           | AB-5                  |

| Nice Métropole Côte d'Azur NMC | Nice Métropole Côte d'Azur NMC | Nice Métropole Côte d'Azur NMC |
| ------------------------------ | ------------------------------ | ------------------------------ |
| Num                            | Coureur                        | Pos                            |
| 161                            | Jonathan Couanon (FRA)         | AB-5                           |
| 162                            | Damien Girard (FRA)            | AB-5                           |
| 163                            | Paul Hennequin (FRA)           | NP-4                           |
| 164                            | Maxime Urruty (FRA)            | AB-5                           |
| 165                            | Jean-Louis Le Ny (FRA)         | AB-5                           |
| 166                            | Andrea Mifsud                  | AB-5                           |
| 167                            | Axel Narbonne-Zuccarelli (FRA) | AB-5                           |